# Tsjerven Brjag
Tsjerven Brjag (Bulgaars: Червен бряг) is een stad in de oblast Pleven, in het noorden van Bulgarije. Het is de hoofdplaats van de gelijknamige gemeente Tsjerven Brjag. De gemeente Tsjerven Brjag grenst aan de volgende gemeenten: Loekovit,  Roman, Dolni Dabnik, Iskar, Knezja en Bjala Slatina. 